# Petreni, Drochia
Petreni este satul de reședință al comunei cu același nume  din raionul Drochia, Republica Moldova.
În sat se practică cultivarea tutunului și a sfeclei de zahăr.

## Demografie

### Structura etnică
Structura etnică a satului conform recensământului populației din 2004:
| Grup etnic         | Populație | % Procentaj |
| ------------------ | --------- | ----------- |
| Moldoveni / Români | 1.068     | 99,16%      |
| Țigani             | 6         | 0,56%       |
| Ucraineni          | 2         | 0,19%       |
| Ruși               | 1         | 0,09%       |
| Total              | 1.077     | 100%        |

## Galerie de imagini

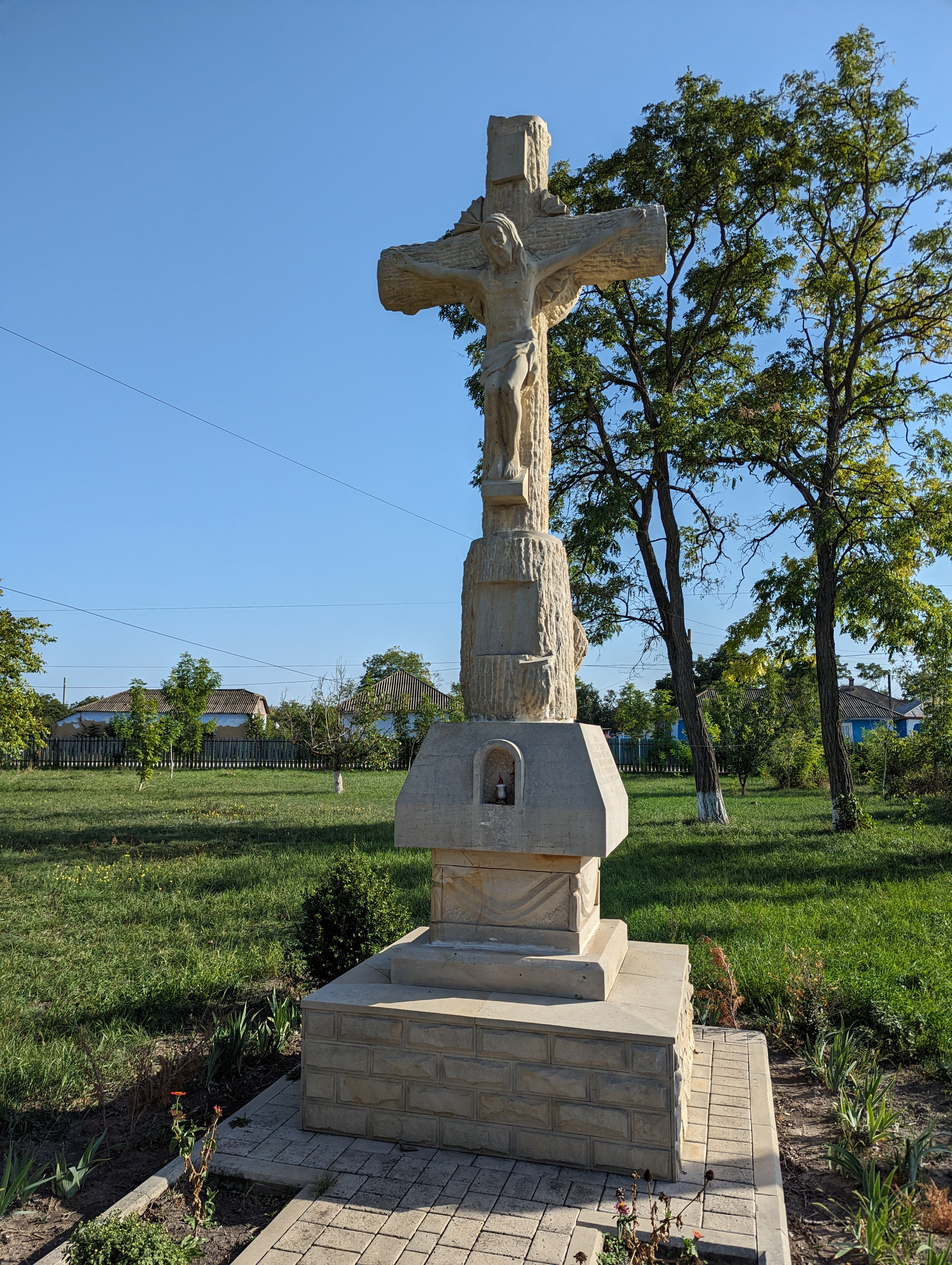
Răstignire în curtea bisericii.
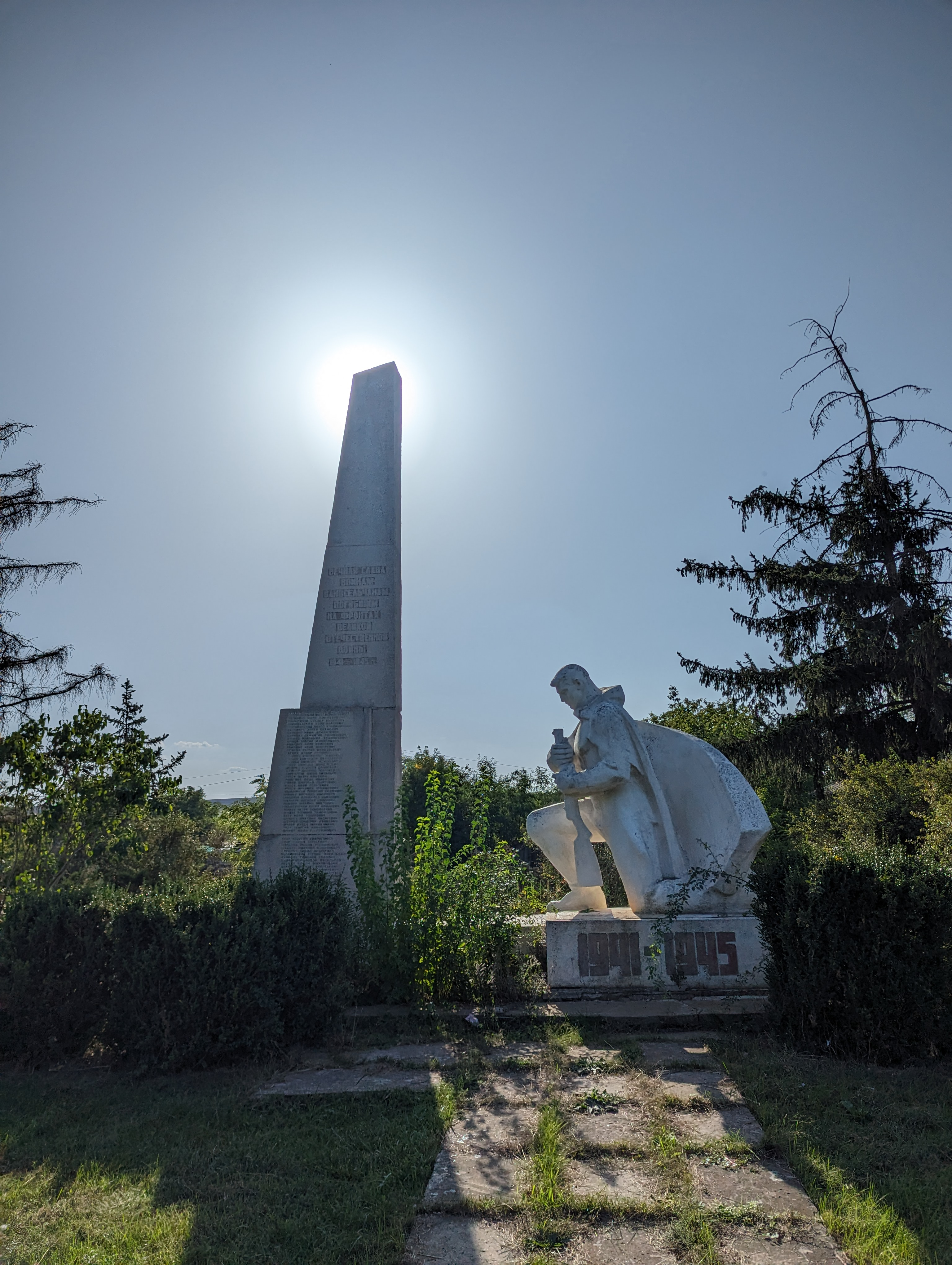
Monumentul în memoria a 72 ostași consăteni căzuți în Al Doilea Război Mondial.
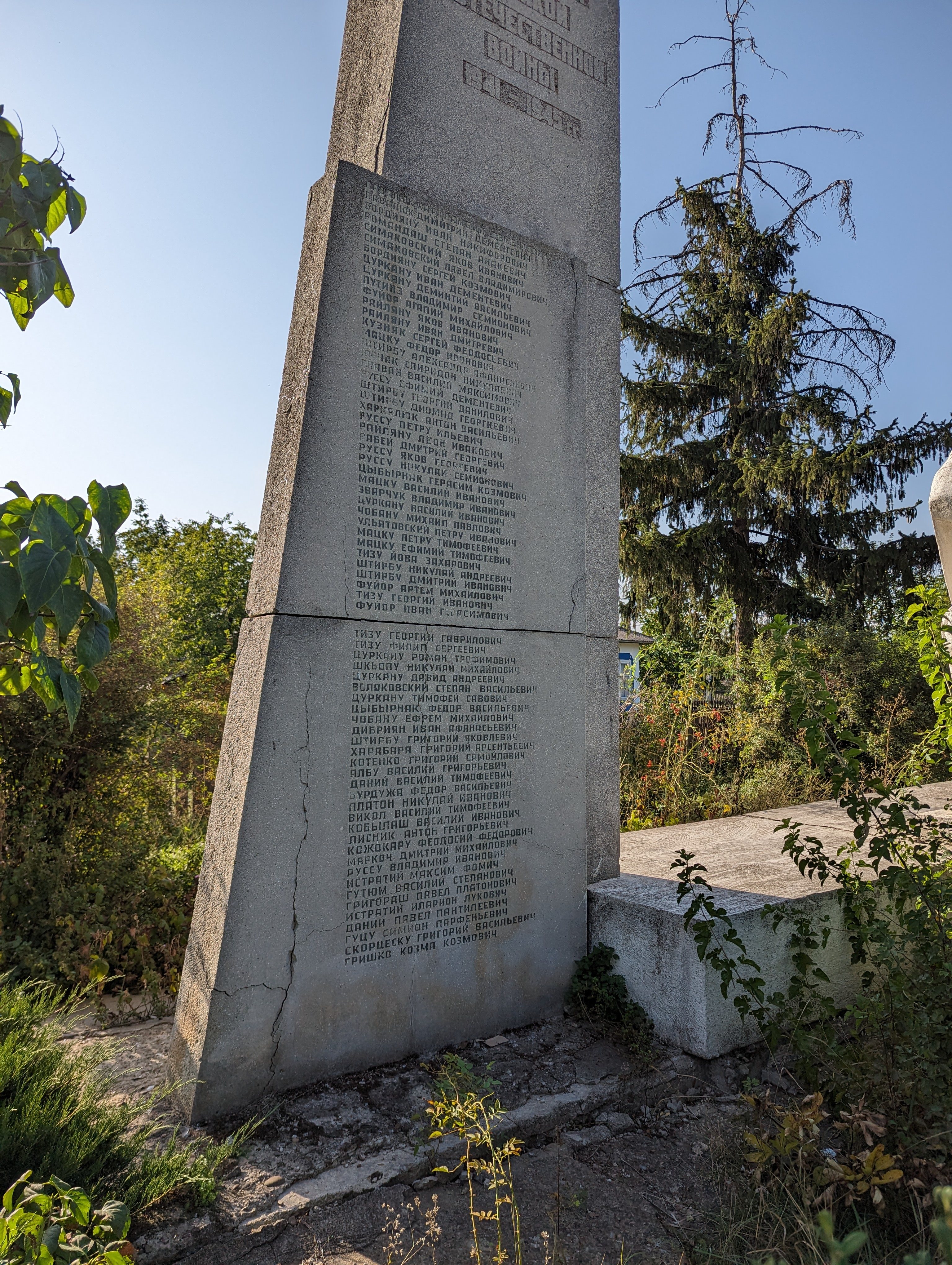
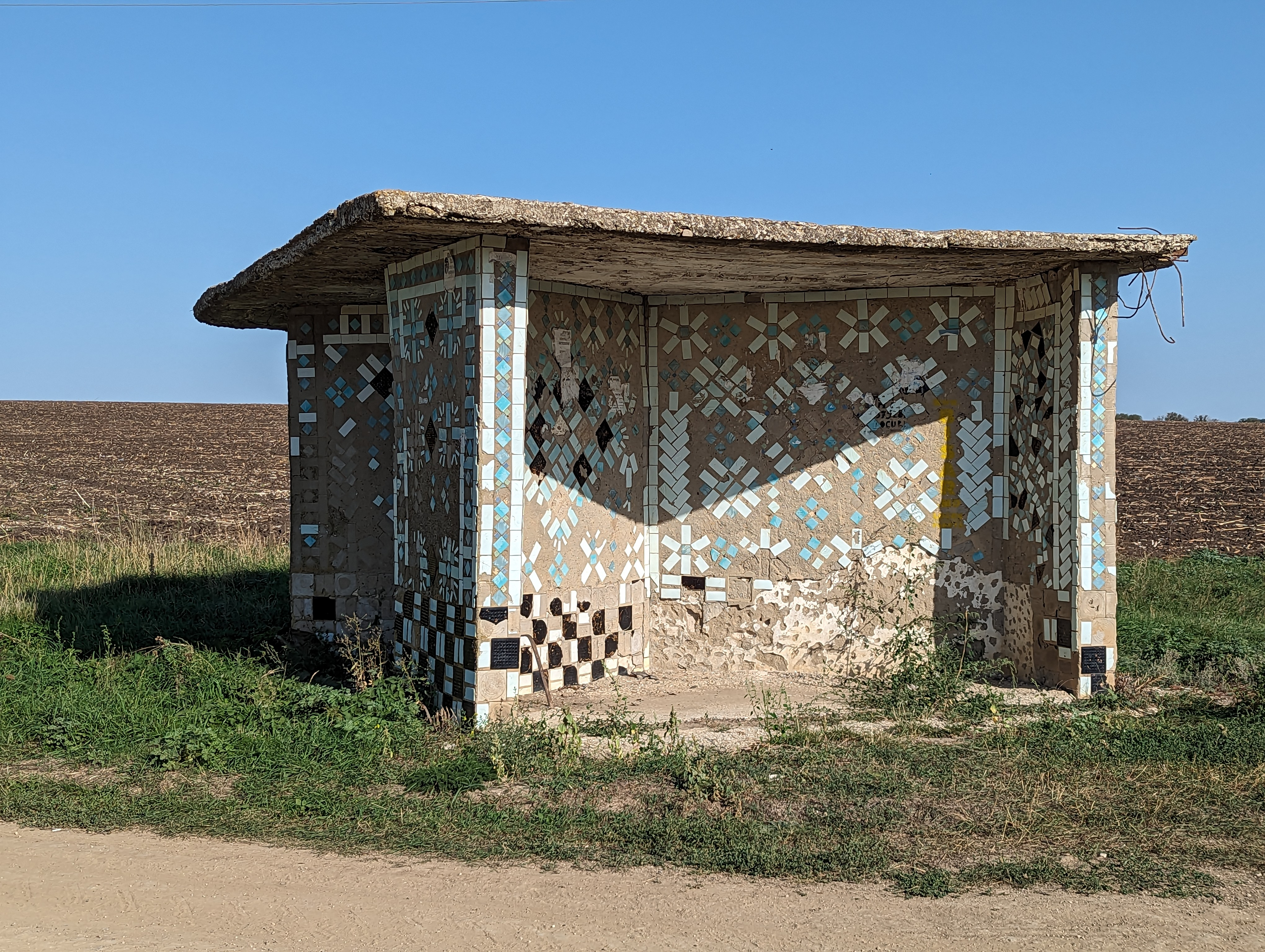
Stație auto cu mozaic din perioada sovietică.

## Personalități
- Eugeniu Știrbu, președintele Comisiei Electorale Centrale (2005-2010)
- Mircea V. Ciobanu, critic literar, redactor-șef la editura „Știința”